# Tramea rosenbergi
Tramea rosenbergi är en trollsländeart som beskrevs av Brauer 1866. Tramea rosenbergi ingår i släktet Tramea och familjen segeltrollsländor. Inga underarter finns listade i Catalogue of Life.